# Wiktor Niemczyk
Wiktor Niemczyk (20. listopadu 1898 Bystřice – 18. listopadu 1980 Varšava) byl polský evangelický farář a teolog.

## Životopis
Působil ve sborech v Krakově, v Cieszyně a ve Vratislavi.
Habilitoval se v roce 1937. Roku 1946 byl jmenován profesorem. V letech 1954–1965 byl rektorem Křesťanské teologické akademie (Chrześcijańska Akademia Teologiczna) ve Varšavě. V teologii se věnoval zejména biblistice. Podílel se na vzniku tzv. Varšavské bible (protestantského překladu Bible do polštiny). Přeložil rovněž řadu děl Martina Luthera do polštiny.
Byl ženat s Annou Paulinou, roz. Heczkovou (1901–1965); jeho synem byl teolog Jan Bogusław Niemczyk (1926–1990).

## Dílo
- Filozofia religii, 1987
- Historia religii, 1986
- Prolegomena do dogmatyki, 1960

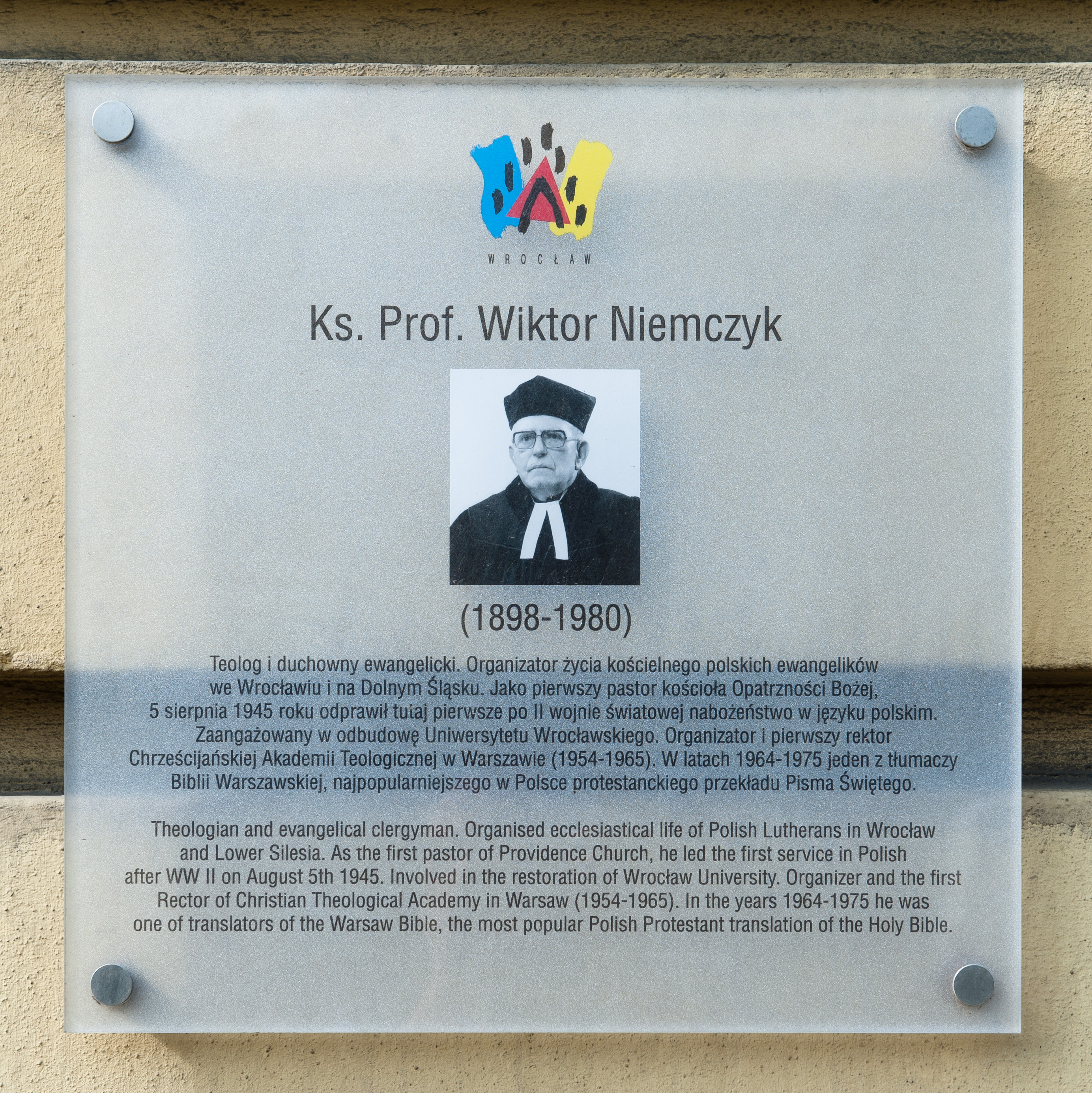
Pamětní tabule ve Vratislavi
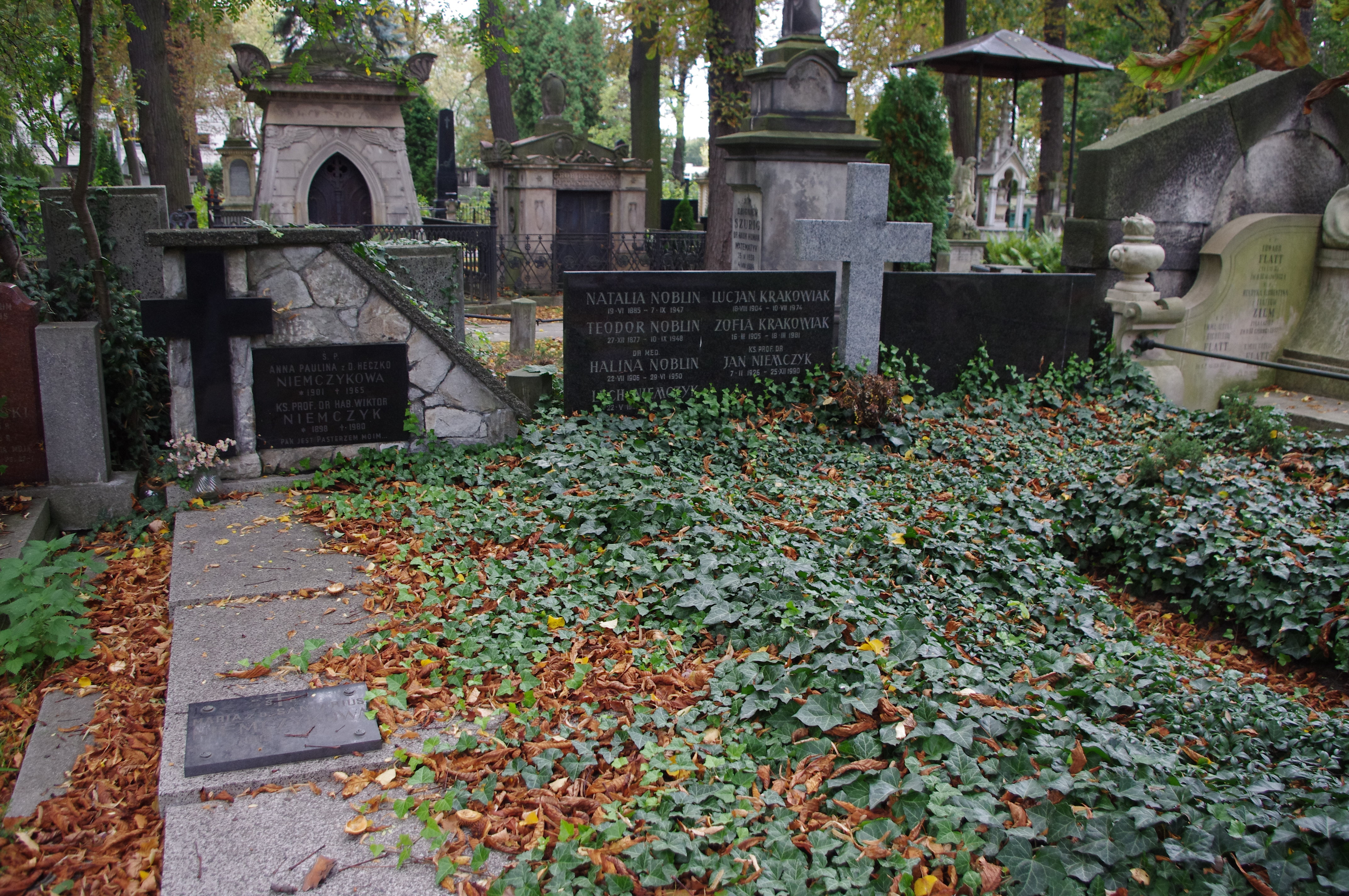
Hroby rodiny Niemczykových ve Varšavě